# Grizzlies de Fresno
Les Grizzlies de Fresno (en anglais : Fresno Grizzlies) sont une équipe de ligue mineure de baseball basée à Fresno (Californie).
Affiliés depuis 2021 à la formation de MLB des Rockies du Colorado, les Grizzlies jouent au niveau A en California League.

## Histoire
Le premier club professionnel de baseball commence ses activités à Fresno en 1898. On y trouve même une franchise de PCL lors de la saison 1906 : les Raisin Eaters de Fresno. Il faut attendre 1998 pour revoir une équipe de Triple-A à Fresno avec l'arrivée des Grizzlies. Cette franchise s'y installe après une improbable série d'échanges de franchises entre clubs majeurs et leurs transferts. La base de la franchise est celle des Toros de Tucson, mais ni les joueurs ni l'encadrement ne font le déménagement à Fresno.
Entre 1998 et 2001, les Grizzlies évoluent au Pete Beiden Field avant de s'installer au Chukchansi Park.

## Saisons des Grizzlies
| Saison | Vic.-Déf.                             | Class. | Playoffs | réf.   |
| ------ | ------------------------------------- | ------ | -------- | ------ |
| 1998   | 81-62                                 | 2e     | 1er tour | [ 1 ]  |
| 1999   | 73-69                                 | 7e     |          | [ 2 ]  |
| 2000   | 57-84                                 | 15e    |          | [ 3 ]  |
| 2001   | 68-71                                 | 9e     |          | [ 4 ]  |
| 2002   | 57-87                                 | 16e    |          | [ 5 ]  |
| 2003   | 55-88                                 | 16e    |          | [ 6 ]  |
| 2004   | 62-82                                 | 15e    |          | [ 7 ]  |
| 2005   | 68-76                                 | 11e    |          | [ 8 ]  |
| 2006   | 61-83                                 | 14e    |          | [ 9 ]  |
| 2007   | 77-67                                 | 4e     |          | [ 10 ] |
| 2008   | 67-76                                 | 11e    |          | [ 11 ] |
| 2009   | 71-73                                 | 10e    |          | [ 12 ] |
| 2010   | 61-83                                 | 14e    |          | [ 13 ] |
| 2011   | 65-79                                 | 13e    |          | [ 14 ] |
| 2012   | 74-70                                 | 9e     |          | [ 15 ] |
| 2013   | 68-75                                 | 12e    |          | [ 16 ] |
| 2014   | 68-76                                 | 13e    |          | [ 17 ] |
| 2015   | 84-59                                 | 2e     | 3e tour  | [ 18 ] |
| 2016   | 73-70                                 | 5e     |          | [ 19 ] |
| 2017   | 77-65                                 | 4e     |          | [ 20 ] |
| 2018   | 82-57                                 | 2e     | 1er tour | [ 21 ] |
| 2019   | 65-75                                 | 11e    |          | [ 22 ] |
| 2020   | saison annulée (Pandémie de Covid-19) |        |          |        |
| 2021   | 74-41                                 | 1re    |          | [ 23 ] |
| 2022   |                                       |        |          |        |
| 2023   |                                       |        |          |        |

## Galerie

Logo 2005 à 2007
Logo 2008 à 2018
Logo depuis 2019